# 伏尾町
伏尾町（ふしおちょう）は、大阪府池田市にある地名である。丁番をもたない単独町名である。郵便番号は 563-0011 である。当地域の人口は、2017年12月末時点で 1,478 人である（池田市市民生活部総合窓口課の資料による）。面積は、2018年3月末時点で 3.668 平方キロメートルである（池田市市長公室広聴文書課の資料による）。

## 地理
池田市の北端部に位置する。北および東は、箕面市と接しており、北西は、兵庫県川西市と接している。南は、畑三丁目、東山町と接しており、西は、吉田町、伏尾台と接している。
当地域のほぼ中央を、余野川が南西流しており、同河川沿いを国道423号が走っている。余野川には、余野川橋、天狗橋、黄金橋、新千代橋、千代橋、八千代橋、番匠屋橋、新吉田橋、吉田橋など多くの橋が架橋されている。当地域の北部には、標高 333 メートルの長尾山がある。池田市の最北端は、伏尾町25-1番地先である。五月山永楽霊苑の北端部の海抜は 483.9 メートルであり、この地点は、池田市の海抜の最高点である。当地域は、池田市立ほそごう学園の校区に含まれる。

## 歴史
鳥羽天皇の皇后、藤原得子のお産に際し、久安寺の本尊に賢実上人による安産祈願が行われた結果、安産で皇子（後の近衛天皇）が誕生した。このことから、当地域は「不死王」と名付けられ、後に転じて「伏尾」と呼ばれるようになったとされる。1670年（寛文10年）、「左久安寺道 右かめ山道」と記された道標が建てられる。伏尾村は、1871年（明治4年）に大阪府の所属となっている。1889年（明治22年）に細河村伏尾となり、1935年（昭和10年）に池田町伏尾となり、1939年（昭和14年）に池田市伏尾となっている。
1931年（昭和6年）、千代橋が竣工される。1933年（昭和8年）、伏尾の鮎茶屋が創業される。1938年（昭和13年）、八千代橋が竣工される。1944年（昭和19年）4月、町名変更が行われ、池田市伏尾が伏尾町となる。1950年（昭和25年）8月29日、久安寺の阿弥陀如来坐像および楼門が国の指定文化財に指定される。1972年（昭和47年）、番匠屋橋が竣工される。1979年（昭和54年）、一部が伏尾台二丁目から五丁目に編入される。1992年（平成4年）、特別養護老人ホーム 伏尾荘（現在のハートフルふしお）が開設される。2006年（平成18年）、池田市伏尾地域包括支援センターが開設される。

## 施設
- 特別養護老人ホーム ハートフルふしお[3]
- ローソン 池田伏尾町[22]
- かやの木[23]
- バードヒルズ1号館公園[24]
- バードヒルズ2号館公園[24]
- 久安寺公園[24]